# Taishi Nishioka
Taishi Nishioka (西岡 大志 Nishioka Taishi?, nacido el 28 de julio de 1994 en Miyazaki) es un exfutbolista japonés que se desempeñaba como defensa. Es hermano del también jugador de fútbol Daiki Nishioka.

## Trayectoria

### Clubes
| Club                | País  | Año         |
| ------------------- | ----- | ----------- |
| FC Ryukyu           | Japón | 2017 - 2019 |
| Ehime FC            | Japón | 2020 - 2022 |
| Tegevajaro Miyazaki | Japón | 2023 - 2024 |

## Estadística de carrera

### J. League
| Club      | Año   | J. League | J. League | Copa J. League | Copa J. League | Total | Total |
| Club      | Año   | Part.     | Goles     | Part.          | Goles          | Part. | Goles |
| --------- | ----- | --------- | --------- | -------------- | -------------- | ----- | ----- |
| FC Ryukyu | 2017  | 23        | 0         | -              | -              | 23    | 0     |
| Total     | Total | 23        | 0         | 0              | 0              | 23    | 0     |